# Deutscher Preis für Philosophie
Der Deutsche Preis für Philosophie, vormals Deutscher Preis für Philosophie und Sozialethik, ist eine seit 2014 vergebene Auszeichnung, die auf eine Stiftung des Hamburger Kaufmanns Max Uwe Redler (1937–2006) zurückgeht.
Der Preis ist mit 75.000 Euro dotiert (Stand 2024). Er gilt damit als der höchstdotierte deutsche Preis für Philosophie.
Der Deutsche Preis für Philosophie zeichnet ein „herausragendes Werk“ aus den Gebieten der Philosophie (insbesondere Sozialphilosophie), Rechtsphilosophie, Wirtschaftsethik, Soziologie oder Theologie aus.

## Preisträger
- 2014 Michael Quante, insbesondere für seine Beiträge „zu einer zeitgemäßen biomedizinischen Ethik“ (Bioethik – Medizinethik)
- 2017 Susanne Hahn, für ihre Habilitationsschrift Rationalität. Eine Kartierung (2013)
- 2019 Lisa Herzog, für Freiheit gehört nicht nur den Reichen. Plädoyer für einen zeitgemäßen Liberalismus (2014) und Die Rettung der Arbeit. Ein politischer Aufruf (2019)
- 2021 Erasmus Mayr, für „gedankliche Durchdringung von Fragen, die für unser gesellschaftliches Zusammenleben zentral sind“
- 2024 Benjamin Kiesewetter, für seine Arbeiten zur Irrationalität